# Petit Dru
El Petit Dru és un dels dos pics dels Drus, una famosa muntanya dels Alps, al massís del Mont Blanc, entre les glaceres d'Argentière i el Mar de Gel.
Aquest pic domina el Montenvers, un mirador sobre el Mar de Gel que està situat al final del camí de Montenvers, a 1.913 metres d'altitud sobre el municipi de Chamonix. Té una paret granítica de mil metres d'alçada i un pendent que supera els 75º de mitjana, sent una de les parets més verticals dels Alps. Des de 1919 al petit Dru hi ha una reproducció en alumini de la Mare de Déu de Lourdes, d'un metre d'alçada i tretze quilograms de pes.
Està separat de l'altre pic, el Gran Dru, de 3.754 metres, per una bretxa a 3.698 metres. El 31 d'agost de 1887, François Simond, Émile Rey i Henri Dunod van fer la primera travessa des del Gran Dru al Petit Dru.